# Stefanos Tsitsipas
Stefanos Tsitsipas, gr. Στέφανος Τσιτσιπάς (ur. 12 sierpnia 1998 w Atenach) – grecki tenisista, finalista French Open 2021 oraz Australian Open 2023.
Mistrz Wimbledonu 2016 w grze podwójnej chłopców i lider klasyfikacji juniorów.
Zawodowy tenisista od roku 2016.
Zwycięzca 12 turniejów ATP Tour w grze pojedynczej, w tym ATP Finals 2019, oraz dwóch turniejów w grze podwójnej.
W rankingu gry pojedynczej najwyżej klasyfikowany na 3. miejscu (9 sierpnia 2021), a w klasyfikacji gry podwójnej na 64. pozycji (29 sierpnia 2022).

## Życie prywatne

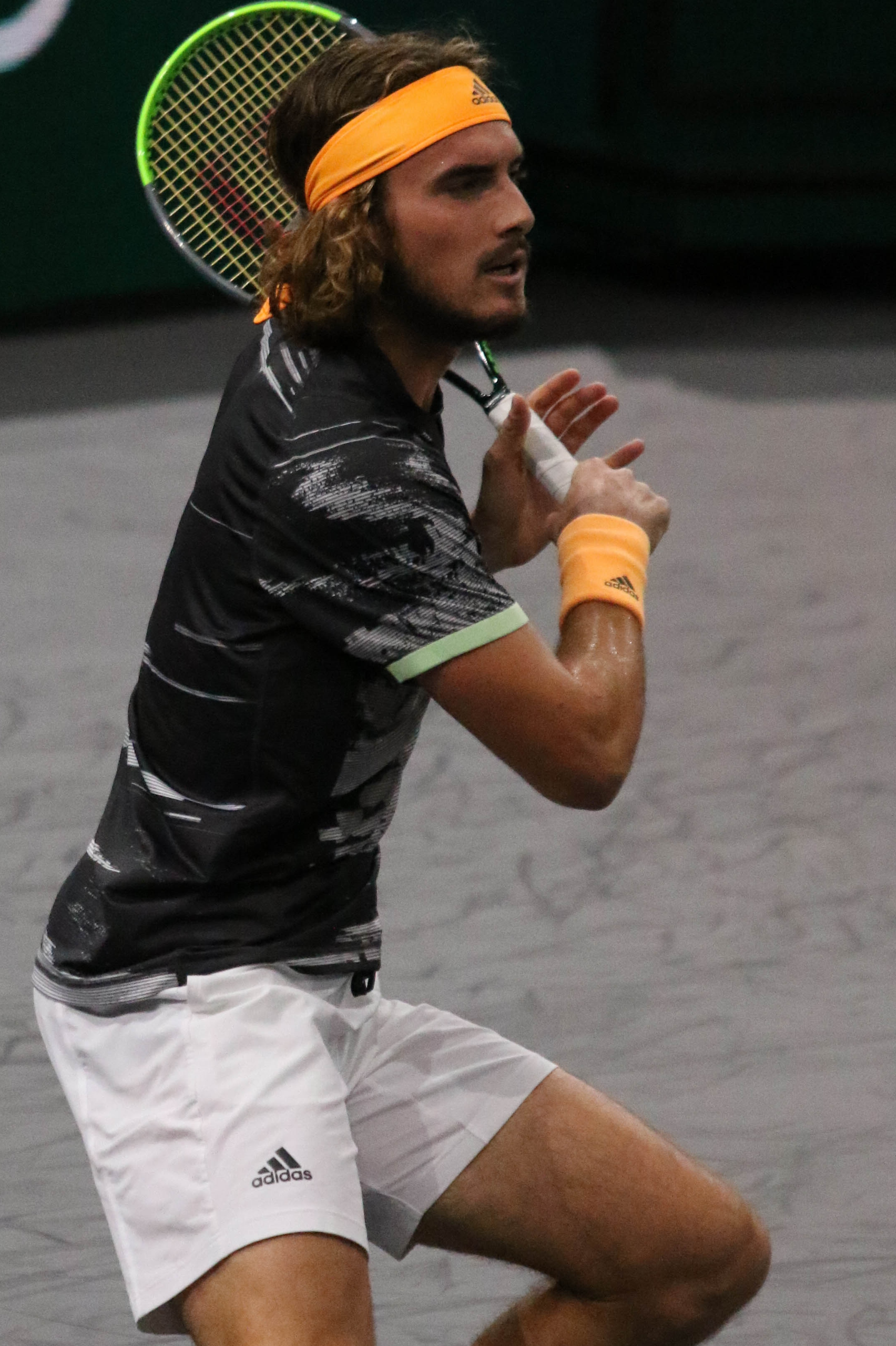
Stefanos Tsitsipas (2019)

Pierwsze treningi tenisowe rozpoczął w wieku trzech lat. Ojciec Stefanosa pochodzi z Grecji, natomiast matka Julija Apostoli pochodzi z Rosji, była zawodową tenisistką. Jego dziadkiem był znany rosyjski piłkarz oraz trener Siergiej Salnikow, trzykrotny mistrz ZSRR oraz mistrz olimpijski wraz z drużyną w 1956 roku. Stefanos ma trójkę rodzeństwa: siostrę Elisavet oraz dwóch braci Pavlosa oraz Petrosa, który również jest tenisistą.
Biegle porozumiewa się w trzech językach: greckim, rosyjskim oraz angielskim. Prywatnie fan piłkarskiego oraz koszykarskiego zespołu Olympiakos.
W maju 2023 roku zaczął spotykać się z hiszpańską tenisistką Paulą Badosą. Rok później para ogłosiła rozstanie, ale kilka tygodni po tym zdarzeniu tenisiści wrócili do siebie.

## Kariera tenisowa

### Sezony 2013–2014
Swoją karierę zawodową rozpoczął od udziału w turnieju rangi ITF w Maratonie we wrześniu ulegając w drugiej rundzie kwalifikacji Duńczykowi Andreasowi Moltke-Leth. Po raz pierwszy zadebiutował w turnieju głównym, otrzymując dziką kartę w Heraklionie w październiku przegrywając w pierwszej rundzie z Charalamposem Kapogiannisem.
W sierpniu 2014 dotarł do 2. rundy turnieju ITF w Karlsruhe przegrywając z Yannickiem Madenem. W październiku awansował do półfinału turnieju w Heraklionie w grze podwójnej wraz z Markosem Kalovelonisem. W listopadzie dotarł do ćwierćfinału turnieju, który odbywał się w Heraklionie ulegając w nim Romanowi Safiulinowi, dzięki czemu sezon 2014 zakończył na 1280. miejscu w rankingu ATP.

### Sezon 2015
Rozgrywki w 2015 roku rozpoczął od udziału w turnieju rangi ATP Challenger Tour w Burnie, gdzie z sukcesem przebrnął kwalifikacje, ulegając w 1. rundzie w głównej drabince Australijczykowi Benjaminowi Mitchellowi. W maju zdobył swój pierwszy seniorski tytuł, w turnieju ITF rozgrywanym w Heraklionie w grze podwójnej wraz z Alexandrosem Jakupoviciem. W sierpniu próbował swoich sił w kilku turniejach rangi ATP Challenger Tour, gdzie przebrnął kwalifikacje w Piombino, Rzymie oraz w Al-Muhammadijja. W turnieju rangi ATP Challenger Tour w Casablance doszedł do półfinału gry podwójnej wraz ze Słowakiem Jozefem Kovalíkiem. W listopadzie osiągnął pierwszy finał turnieju ITF w singlu, w Heraklionie przegrywając tylko ze Stevenem Diazem, zwyciężył dwukrotnie w grze podwójnej wraz z Konstandinosem Ikonomidisem również w Heraklionie. Triumfował w turnieju ITF rozgrywanym w Nikozji w grze pojedynczej pokonując w finale Alexandre Folie.
Sezon 2015 zakończył na 576. miejscu w rankingu ATP w grze pojedynczej oraz 507. miejscu w grze podwójnej.

### Sezon 2016
Sezon 2016 rozpoczął od porażki w 1. rundzie zawodów ATP Challenger Tour w Canberze. W lutym wziął udział w turnieju tej samej rangi w Launceston odpadając w 2. rundzie. W kwietniu ponownie przeniósł się do udziału w turniejach rangi ITF, zwyciężając w grze podwójnej w Heraklionie, oraz w Santa Margherita Di Pula pokonując w finale gry pojedynczej Erika Crepaldiego. W maju ponownie zwyciężył w turnieju w Heraklionie w grze podwójnej. W kolejnych turniejach w Puli pokonał w finale Norwega Caspera Ruuda, w Lecco Włocha Marco Bortolottiego. W finale turnieju ITF w Kramsach przegrał z Yannickiem Hanfmannem. We wrześniu Tsitsipas zwyciężył w grze podwójnej w turnieju w Calgary w parze z Timem Van Rijthoven. Miesiąc później został zwycięzcą w turnieju rangi ITF w Oliveira de Azeméis. W kolejnym turnieju po raz pierwszy dotarł do finału rangi ATP Challenger Tour w Al-Muhammadijji, ulegając jedynie Austriakowi Geraldowi Melzerowi. W kolejnym tygodniu ponownie dotarł do finału turnieju ATP Challenger Tour w Casablance, przegrywając z Francuzem Maxime Janvierem. Wyniki te premiowały Greka na 205. miejsce w rankingu ATP. Pod koniec października otrzymał dziką kartę od organizatorów turnieju w Bazylei i po raz pierwszy wystąpił w turnieju rangi ATP, gdzie nie przebrnął kwalifikacji, przegrywając w finałowej rundzie z Robinem Haase.
Sezon 2016 zakończył na 210. miejscu w rankingu ATP w grzej pojedynczej oraz 363. miejscu w grze podwójnej.

### Sezon 2017
Na początku roku Tsitsipas wziął udział w kwalifikacjach do turnieju Australian Open 2017, gdzie w 1. rundzie pokonał Gavina Van Peperzeela 6:2, 6:1, w 2. rundzie przegrywając z Bjornem Fratangelo 6:4, 1:6, 3:6. W lutym wziął udział w kwalifikacjach do turnieju ATP World Tour 250 w Sofii, przegrywając w nich w 1. rundzie z Miljanem Zekiciem. W kolejnym turnieju, dzięki dzikiej karcie od organizatorów, zadebiutował w drabince głównej turnieju rangi ATP w Rotterdamie, przegrywając w 1. rundzie z Jo-Wilfriedem Tsongą 4:6, 6:7(2). W kolejnym tygodniu, ponownie dzięki dzikiej karcie, wystąpił w turnieju w Marsylii ulegając w 1. rundzie Michaiłowi Jużnemu po trzysetowej walce 1:6, 6:4, 5:7. W kolejnych miesiącach Tsitsipas brał udział w kilku turniejach rangi ATP Challenger Tour oraz ITF. W maju z sukcesem przebrnął kwalifikacje turnieju ATP w Stambule, przegrywając w 1. rundzie drabinki głównej z Damirem Džumhurem 4:6, 5:7. W maju wziął udział w kwalifikacjach do turnieju French Open 2017 pokonując w nich kolejno Thomasa Fabbiano, Gleba Sakharova oraz Oscara Otte, awansując po raz pierwszy w karierze do turnieju głównego Wielkiego Szlema. W 1. rundzie spotkał się z Chorwatem Ivo Karloviciem przegrywając z nim w trzech setach 6:7(5), 5:7, 4:6. Pod koniec czerwca tenisista grecki wziął udział w kwalifikacjach do Wimbledonu. Przebrnął je awansując do turnieju głównego pokonując po kolei Santiago Giraldo, Yannicka Hanfmanna i Jorisa De Loore. W turnieju głównym spotkał się w 1. rundzie z Serbem Dušanem Lajoviciem, przegrywając z nim w trzech setach 4:6, 4:6, 4:6.

### Sezon 2018 – pierwszy tytuł o randze ATP Tour
W sezonie 2018 Tsitsipas zagrał we wszystkich wielkoszlemowych turniejach, najdalej dochodząc do czwartej rundy Wimbledonu. Wynik ten był zarazem najlepszym jaki tenisista reprezentujący Grecję osiągnął w erze open.
Pod koniec kwietnia awansował do pierwszego w karierze finału ATP World Tour, w Barcelonie, eliminując m.in. w ćwierćfinale Dominika Thiema (nr 7. ATP). W meczu o tytuł nie sprostał liderowi rankingu ATP, Rafaelowi Nadalowi. Z Nadalem przegrał również w finale turnieju kategorii ATP World Tour Masters 1000 w Toronto. Tsitsipas pokonał po drodze czterech tenisistów z czołowej dziesiątki rankingu ATP, jako pierwszy od momentu utworzenia serii ATP World Tour w 1990 roku. Rozpoczął od zwycięstwa z Dominicem Thiemem (nr 8. ATP), następnie z Novakiem Đokoviciem (nr 10. ATP), Alexandrem Zverevem (nr 3. ATP) i Kevinem Andersonem (nr 5. ATP). Przeciwko Zverevowi obronił dwa meczbole, a z Andersonem jedną piłkę meczową.
W październiku został pierwszym Grekiem, który wygrał tytuł ATP World Tour, w Sztokholmie na nawierzchni twardej w hali. W finale pokonał 6:4, 6:4 Ernestsa Gulbisa.
Na początku listopada zwyciężył w zawodach Next Generation ATP Finals dla tenisistów do lat 21. Jako najwyżej rozstawiony wygrał wszystkie pięć meczów, a w finale 2:4, 4:1, 4:3(3), 4:3(3) z Alexem de Minaurem.
W całym roku zagrał 73 meczów szczebla ATP, odnosząc 46 zwycięstw. Sezon rozpoczął na 91. miejscu w rankingu ATP, a zakończył na 15. pozycji.
Za osiągnięcia w 2018 został wyróżniony nagrodą ATP za największy postęp w sezonie (Most Improved Player of the Year).

### Sezon 2019 – półfinał Australian Open, zwycięstwo w ATP Finals

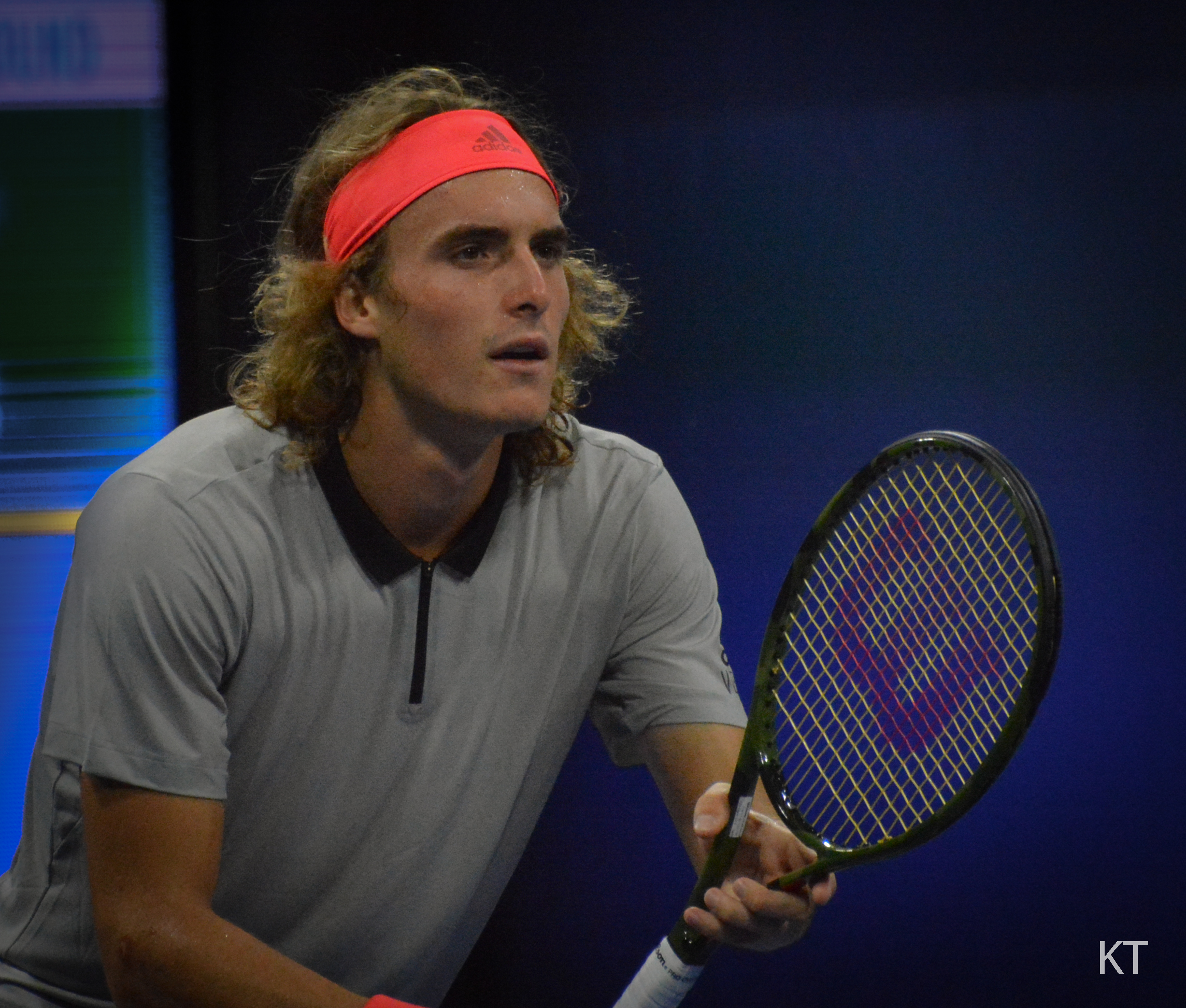
Tsitsipas podczas US Open, 2018

Rok 2019 zaczął od osiągnięcia ćwierćfinału w Sydney. Po tym turnieju zagrał w Australian Open i awansował do półfinału, po wyeliminowaniu m.in. w czwartej rundzie Rogera Federera. W lutym Grek zdobył pierwszy tytuł w sezonie, w Marsylii kończąc zawody bez straty seta. Następnie zagrał w Dubaju, gdzie decydujący o mistrzostwie mecz przegrał z Federerem. Zdobyte punkty za udział w Dubaju umożliwiły mu awans po raz pierwszy w karierze do czołowej dziesiątki klasyfikacji ATP.
Na nawierzchni ziemnej Grek dotarł do dwóch finałów, w Estoril i Madrycie. Rozgrywki w Estoril zakończył jako zwycięzca, po finale z Pablem Cuevasem, natomiast w Madrycie poniósł porażkę z Novakiem Đokoviciem. W stolicy Hiszpanii wyeliminował w ćwierćfinale Alexandra Zvereva (nr 4. ATP) i wicelidera rankingu Rafaela Nadala. Tsitsipas został najmłodszym tenisistą, który pokonał Nadala na podłożu ziemnym i najmłodszym, który wygrał z Nadalem, Federerem i Đokoviciem. Podczas turnieju w Rzymie odpadł w półfinale, a na French Open w czwartej rundzie.
Okres gry na kortach trawiastych zakończył na ćwierćfinale w Rosmalen i porażką w pierwszej rundzie Wimbledonu.
Na początku sierpnia dotarł do półfinału w Waszyngtonie, gdzie nie wykorzystał piłkę meczową w pojedynku z Nickiem Kyrgiosem. Z US Open grecki tenisista odpadł w pierwszym meczu.
Podczas azjatyckiej części sezonu Tsitsipas awansował do finału w Pekinie, po wygranej w półfinale z Alexandrem Zverevem. Ostatni mecz z Dominicem Thiemem przegrał w trzech setach. W swoim kolejnym starcie, w Szanghaju Grek osiągnął półfinał, eliminując w ćwierćfinale lidera rankingu Novaka Đokovicia.
Ostatni w roku turniej Grek zagrał w ramach ATP Finals, kwalifikując się jako nr 6. w rozstawieniu. Rywalizację rozpoczął od pokonania Daniiła Miedwiediewa, następnie Alexandra Zvereva i porażki z Rafaelem Nadalem. W półfinale wyeliminował Rogera Federera, a w finale Dominika Thiema 6:7(6), 6:2, 7:6(4), zostając najmłodszym mistrzem ATP Finals od 2001 roku.
Na koniec roku zajmował 6. miejsce w klasyfikacji ATP.

### Styl gry
Ulubioną nawierzchnią Tsitsipasa są korty trawiaste, natomiast ulubionym zagraniem forhend. Jego idolem z dzieciństwa jest Roger Federer.

### Finały w turniejach ATP Tour
| Legenda                                      |
| -------------------------------------------- |
| Wielki Szlem                                 |
| Igrzyska olimpijskie                         |
| Tennis Masters Cup / ATP Finals              |
| ATP Masters Series / ATP Tour Masters 1000   |
| ATP International Series Gold / ATP Tour 500 |
| ATP International Series / ATP Tour 250      |

#### Gra pojedyncza (12–18)
| Końcowy wynik | Nr  | Data                 | Turniej                    | Nawierzchnia  | Przeciwnik                  | Wynik finału               |
| ------------- | --- | -------------------- | -------------------------- | ------------- | --------------------------- | -------------------------- |
| Finalista     | 1.  | 29 kwietnia 2018     | Barcelona                  | Ceglana       | Rafael Nadal                | 2:6, 1:6                   |
| Finalista     | 2.  | 12 sierpnia 2018     | Toronto                    | Twarda        | Rafael Nadal                | 2:6, 6:7(4)                |
| Zwycięzca     | 1.  | 21 października 2018 | Sztokholm                  | Twarda (hala) | Ernests Gulbis              | 6:4, 6:4                   |
| Zwycięzca     | 2.  | 24 lutego 2019       | Marsylia                   | Twarda (hala) | Michaił Kukuszkin           | 7:5, 7:6(5)                |
| Finalista     | 3.  | 2 marca 2019         | Dubaj                      | Twarda        | Roger Federer               | 4:6, 4:6                   |
| Zwycięzca     | 3.  | 5 maja 2019          | Estoril                    | Ceglana       | Pablo Cuevas                | 6:3, 7:6(4)                |
| Finalista     | 4.  | 12 maja 2019         | Madryt                     | Ceglana       | Novak Đoković               | 3:6, 4:6                   |
| Finalista     | 5.  | 6 października 2019  | Pekin                      | Twarda        | Dominic Thiem               | 6:3, 4:6, 1:6              |
| Zwycięzca     | 4.  | 9 listopada 2019     | Londyn                     | Twarda (hala) | Dominic Thiem               | 6:7(6), 6:2, 7:6(4)        |
| Zwycięzca     | 5.  | 23 lutego 2020       | Marsylia                   | Twarda (hala) | Félix Auger-Aliassime       | 6:3, 6:4                   |
| Finalista     | 6.  | 29 lutego 2020       | Dubaj                      | Twarda        | Novak Đoković               | 3:6, 4:6                   |
| Finalista     | 7.  | 27 września 2020     | Hamburg                    | Ceglana       | Andriej Rublow              | 4:6, 6:3, 5:7              |
| Finalista     | 8.  | 20 marca 2021        | Acapulco                   | Twarda        | Alexander Zverev            | 4:6, 6:7(3)                |
| Zwycięzca     | 6.  | 18 kwietnia 2021     | Monte Carlo                | Ceglana       | Andriej Rublow              | 6:3, 6:3                   |
| Finalista     | 9.  | 25 kwietnia 2021     | Barcelona                  | Ceglana       | Rafael Nadal                | 4:6, 7:6(6), 5:7           |
| Zwycięzca     | 7.  | 23 maja 2021         | Lyon                       | Ceglana       | Cameron Norrie              | 6:3, 6:3                   |
| Finalista     | 10. | 13 czerwca 2021      | French Open, Paryż         | Ceglana       | Novak Đoković               | 7:6(6), 6:2, 3:6, 2:6, 4:6 |
| Finalista     | 11. | 13 lutego 2022       | Rotterdam                  | Twarda (hala) | Félix Auger-Aliassime       | 4:6, 2:6                   |
| Zwycięzca     | 8.  | 17 kwietnia 2022     | Monte Carlo                | Ceglana       | Alejandro Davidovich Fokina | 6:3, 7:6(3)                |
| Finalista     | 12. | 15 maja 2022         | Rzym                       | Ceglana       | Novak Đoković               | 0:6, 6:7(5)                |
| Zwycięzca     | 9.  | 25 czerwca 2022      | Santa Ponça                | Trawiasta     | Roberto Bautista-Agut       | 6:4, 3:6, 7:6(2)           |
| Finalista     | 13. | 21 sierpnia 2022     | Cincinnati                 | Twarda        | Borna Ćorić                 | 6:7(0), 2:6                |
| Finalista     | 14. | 9 października 2022  | Astana                     | Twarda (hala) | Novak Đoković               | 3:6, 4:6                   |
| Finalista     | 15. | 23 października 2022 | Sztokholm                  | Twarda (hala) | Holger Rune                 | 4:6, 4:6                   |
| Finalista     | 16. | 29 stycznia 2023     | Australian Open, Melbourne | Twarda        | Novak Đoković               | 3:6, 6:7(4), 6:7(5)        |
| Finalista     | 17. | 23 kwietnia 2023     | Barcelona                  | Ceglana       | Carlos Alcaraz              | 3:6, 4:6                   |
| Zwycięzca     | 10. | 5 sierpnia 2023      | Los Cabos                  | Twarda        | Alex de Minaur              | 6:3, 6:4                   |
| Zwycięzca     | 11. | 14 kwietnia 2024     | Monte Carlo                | Ceglana       | Casper Ruud                 | 6:1, 6:4                   |
| Finalista     | 18. | 21 kwietnia 2024     | Barcelona                  | Ceglana       | Casper Ruud                 | 5:7, 3:6                   |
| Zwycięzca     | 12. | 1 marca 2025         | Dubaj                      | Twarda        | Félix Auger-Aliassime       | 6:3, 6:3                   |

#### Gra podwójna (2–1)
| Końcowy wynik | Nr | Data                 | Turniej   | Nawierzchnia  | Partner          | Przeciwnicy                       | Wynik finału      |
| ------------- | -- | -------------------- | --------- | ------------- | ---------------- | --------------------------------- | ----------------- |
| Finalista     | 1. | 30 marca 2019        | Miami     | Twarda        | Wesley Koolhof   | Bob Bryan Mike Bryan              | 5:7, 6:7(8)       |
| Zwycięzca     | 1. | 26 lutego 2022       | Acapulco  | Twarda        | Feliciano López  | Marcelo Arévalo Jean-Julien Rojer | 7:5, 6:4          |
| Zwycięzca     | 2. | 22 października 2023 | Antwerpia | Twarda (hala) | Petros Tsitsipas | Ariel Behar Adam Pavlásek         | 6:7(5), 6:4, 10–8 |

### Starty wielkoszlemowe (gra pojedyncza)
| Turniej         | 2017 | 2018 | 2019 | 2020 | 2021 | 2022 | 2023 | 2024 | Wygrane turnieje | Bilans w turnieju |
| --------------- | ---- | ---- | ---- | ---- | ---- | ---- | ---- | ---- | ---------------- | ----------------- |
| Australian Open | Q2   | 1R   | SF   | 3R   | SF   | SF   | F    | 4R   | 0 / 7            | 24–7              |
| French Open     | 1R   | 2R   | 4R   | SF   | F    | 4R   | QF   | QF   | 0 / 8            | 26–8              |
| Wimbledon       | 1R   | 4R   | 1R   | NH   | 1R   | 3R   | 4R   | 2R   | 0 / 7            | 9–7               |
| US Open         | Q3   | 2R   | 1R   | 3R   | 3R   | 1R   | 2R   |      | 0 / 6            | 6–6               |
| Bilans spotkań  | 0–2  | 5–4  | 8–4  | 9–3  | 13–4 | 10–4 | 14–4 | 8–3  | N/A              | 65–28             |

### Kariera juniorska
W kwietniu 2013 roku Stefanos zadebiutował w turnieju juniorskim rangi ITF w Wadżda, gdzie dotarł do ćwierćfinału rozgrywek. Pierwszym znaczącym sukcesem Tsitsipasa było wygranie turnieju juniorskiego w grze podwójnej w Schifflange. Natomiast pierwszym wygranym turniejem w grze pojedynczej okazał się turniej w San Marino. Jednak najbardziej znaczącym sukcesem było dotarcie do finału prestiżowego turnieju Orange Bowl w 2014 roku. W juniorskim Wielkim Szlemie zadebiutował podczas Australian Open 2015, gdzie w grze pojedynczej chłopców dotarł do ćwierćfinału. W 2015 roku wziął udział także we French Open odpadając w 3. rundzie, w Wimbledonie odpadając w 2. rundzie oraz w US Open odpadając w 3. rundzie gry pojedynczej chłopców. Osiągnął sukces dochodząc w parze z Louisem Wesselsem do półfinału gry podwójnej chłopców w trakcie US Open. Rok 2015 zakończył ponownym finałem turnieju Orange Bowl, ulegając jedynie Miomirowi Kecmanoviciowi.
Rok 2016 ponownie rozpoczął od dotarcia do ćwierćfinału gry pojedynczej chłopców w Australian Open. W maju zwyciężył w prestiżowym turnieju juniorskim Trofeo Bonfiglio w Mediolanie, dzięki czemu osiągnął 1. miejsce w światowym rankingu juniorskim chłopców. Podczas French Open jako zawodnik rozstawiony z nr 1. dotarł do ćwierćfinału tej imprezy w grze pojedynczej oraz grze podwójnej. Swój największy juniorski sukces osiągnął w trakcie Wimbledonu dochodząc do półfinału gry pojedynczej ulegając późniejszemu tryumfatorowi Denisowi Shapovalovowi. Wraz z Estończykiem Kennethem Raismą zwyciężył w grze podwójnej, stając się drugim w historii Grekiem, który zdobył tytuł Wielkiego Szlema i pierwszym, który dokonał tego w erze open. Rozgrywki juniorskie zakończył występem w US Open osiągając półfinał gry pojedynczej.

#### Finały juniorskich turniejów wielkoszlemowych

##### Gra podwójna (1–0)
| Końcowy wynik | Nr | Data          | Turniej           | Nawierzchnia | Partner        | Przeciwnicy                            | Wynik finału  |
| ------------- | -- | ------------- | ----------------- | ------------ | -------------- | -------------------------------------- | ------------- |
| Zwycięzca     | 1. | 10 lipca 2016 | Wimbledon, Londyn | Trawiasta    | Kenneth Raisma | Félix Auger-Aliassime Denis Shapovalov | 4:6, 6:4, 6:2 |

#### Historia występów w juniorskim Wielkim Szlemie w singlu
| Turniej         | 2015 | 2016 |
| --------------- | ---- | ---- |
| Australian Open | QF   | QF   |
| French Open     | 3R   | QF   |
| Wimbledon       | 2R   | SF   |
| US Open         | 3R   | SF   |

#### Historia występów w juniorskim Wielkim Szlemie w deblu
| Turniej         | 2015 | 2016 |
| --------------- | ---- | ---- |
| Australian Open | 2R   | 1R   |
| French Open     | 1R   | QF   |
| Wimbledon       | 1R   | W    |
| US Open         | SF   | 2R   |